# Jeune Bergère
Pour plus de détails, voir Fiche technique et Distribution.
Jeune Bergère est un film documentaire français réalisé par Delphine Détrie sorti le 27 février 2019.

## Synopsis
L'histoire d'une jeune parisienne et mère célibataire, Stéphanie Maubé, devenue bergère à l'âge de 28 ans dans les prés salés du Cotentin (commune de Lessay).

## Distinction
Le film remporte le prix du Meilleur film international (" Hausman Foundation for the Environnment Award for Best International Film") au festival du film de l’environnement de Washington (DCEFF) 2019.

## Autour du film
Le personnage principal du film, Stéphanie Maubé, est élue maire de la commune de Lessay, au premier tour, lors des Élections municipales françaises de 2020.